# Mário Duarte (dramaturgo)
Mário Duarte CvC (1890 — Janeiro de 1934) foi um médico, actor e dramaturgo português.

## Biografia
Nasceu em 1890.
Formou-se como cirurgião dentista, tendo exercido aquela profissão no exército português durante a Primeira Guerra Mundial.
Iniciou a sua carreira teatral aos 22 anos de idade, no Teatro Gymnasio, ao lado de Lucinda Simões e de Alves da Cunha. Passou depois pelos teatros Éden, Apolo e finalmente para o Avenida. Como parte da Companhia Adelina - Aura Abranches, percorreu o Brasil durante cerca de seis meses, tendo representado na Bahia, Porto Alegre, Pernambuco, Rio de Janeiro, São Paulo e Santos. Participou em várias peças, incluindo o Príncipe Herdeiro, A Menina do Chocolate, A Madrinha de Charley, e A Conspiradora, esta última ainda no Teatro Gymnasio. Em 1917 abandonou a profissão de actor para se dedicar à medicina dentária, embora tivesse mantido o seu interesse pelo teatro, primeiro como crítico teatral na Vanguarda, e depois noutros teatros. Também começou a escrever, traduzir e adaptar peças teatrais, tendo para isto contribuído a sua fluência em francês, italiano e castelhano. Produziu as obras originais Duas Causas, Renascer, O Dominador, tendo esta última sido traduzida para castelhano e representada em Espanha. Outra obra sua, A Velha, foi apresentada no Teatro Apolo em 1 de Fevereiro de 1934.
É considerado o principal impulsionador da Sociedade dos Escritores e Compositores Teatrais Portugueses. Criou igualmente o periódico De Teatro, e na altura do seu falecimento estava a escrever as suas memórias no periódico Notícias Ilustrado, sob o título de Coisas vistas e vividas.
Faleceu em Janeiro de 1934, aos 43 anos de idade. Após o seu falecimento, o seu corpo foi transportado desde a sua casa, no Dafundo, até à sede da Caixa de Reformas e Pensões dos Artistas Dramáticos, tendo sido depois enterrado no Cemitério do Alto de São João, em Lisboa. Estava casado com Josefina Tinoco da Silva Duarte, e era pai de João Pereira Duarte.

## Homenagens
Em 16 de Outubro de 1924, Mário Duarte foi galardoado com o grau de Cavaleiro na Ordem Militar de Cristo.